# Tavistock Hamlets
Tavistock Hamlets var en civil parish från 1898 till 1998 då den blev en del av Gulworthy, Lamerton, Mary Tavy, Peter Tavy, Tavistock och Whitchurch, i distriktet West Devon, i grevskapet Devon, i England. Civil parish var belägen 18 km från Plymouth och hade 642 invånare år 1971.